# Kaaikoesi
Kaaikoesi (ook geschreven als Kaikoesi, Kaykoesie, Kaijkoesij, Gaycoesie, Caycoesie, Cagcousie, Cagcousy) was de belangrijkste hoofdman van de Karaïben in Suriname in de periode 1675-1700. Zijn geboorteplaats en -datum zijn niet bekend. In archiefstukken wordt als verblijfplaats gemeld: “Cagcousy uit Barime” (Coppename).

Woongebieden van de inheemse volken in Suriname aan het einde van de 17e eeuw (Dragtenstein 2002)

De Karaïben waren de grootste inheemse bevolkingsgroep in Suriname en Kaaikoesi had veel invloed tijdens vergaderingen van de hoofden van de verschillende inheemse bevolkingsgroepen (Karaïben, Arowakken, Sapoyers). Die besprekingen vonden plaats vanaf 1675 en het belangrijkste onderwerp dat besproken werd was hoe de inheemsen de kolonisten van hun grondgebied konden verdrijven. Tijdens een bespreking in 1678 in het dorp van kapitein Arybary aan de Coppename kwamen de samenwerkende inheemsen overeen om de strijd te beginnen met aanvallen op plantages in de verschillende plantagegebieden en ook op te trekken naar Paramaribo, het bestuurscentrum van de kolonie. De aanvallen worden gezien  als het begin van de Inheemse oorlog in Suriname (1678-1686).
Tijdens de oorlog trad Kaaikoesi niet op de voorgrond, maar het is niet denkbeeldig dat hij er in 1680 voor gezorgd heeft dat de Karaïben in het centrale plantagegebied de strijd hebben voortgezet toen de coalitie onder druk van het gouvernement uit elkaar was gevallen. De Karaiben aan de Saramacca en de Commewijne waren de laatste groepen die in 1686 een vredesovereenkomst sloten met gouverneur Cornelis van Aerssen van Sommelsdijck.
In 1700 kwamen de inheemse leiders wederom bijeen. Uit een archiefstuk blijkt dat Kaaikoesi bij deze vergadering aanwezig was. De afspraken uit het vredesverdrag werden niet of onvoldoende nagekomen en de inheemsen vreesden nieuwe aanvallen op hun leefgebieden. Zij bespraken plannen voor een nieuwe poging om de strijd te heropenen. Door tijdige interventie van het gouvernement zijn de plannen niet uitgevoerd.
De groep Karaïben rond Kaaikoesi werd in Paramaribo gevreesd. De Raad van Politie refereerde in 1717 aan deze inheemsen, die zich na het einde van de oorlog ook aan de bovenloop van de Surinamerivier hadden gevestigd, met de naam Cagcoesianen.